# Borrelia burgdorferi
Борелија бургдорфери (лат. Borrelia Burgdorferi) је узрочник Лајмске болести. Припада роду борелија (лат. borrelia), из породице спирохета (лат. Spirochaetaceae). То је грам негативна бактерија, спиралног облика, пречника 0,2—0,5 mm и дужине 3—20 μm. На површини ћелијског зида антигене означене као ОСП А, који се користи у експерименталној вакцини, и антиген ОСП Б. За разлику од појединих припадника рода борелија, борелија бургдорфери нема способност антигенских варијација.
Ова бактерија је присутна у кожи и поткожном ткиву око места уједа и у синовијалној течности у зглобовима, али се не култивише на хранљивим подлогама, јер је изолација дуготрајна, а сама метода није довољно осетљива. Дијагноза се поставља углавном у раном стадијуму болести детекцијом појаве IgM класе антитела, у раном стадијуму болести и касније праћењем титра IgG антитела.
Терапија се спроводи тетрациклинима и апицилином, а код касне Лајмске болести, цефтриаксоном.

## Начин преношења
Резервоар бактерије су многе дивље и домаће животиње и птице, а посебно место заузимају дивљи глодари, док бактерију преносе крпељи. За пренос борелије бургдоргфери потребно је само око 24 часа, мада нису сви крпељи заражени, нити сваки убод крпеља значи обавезно и настанак инфекције. Крпељи се налазе у природи назеленим површинама које им омогућавају довољно влажности и сеновитости, дакле на површинама обраслим високом травом, шибљем, жбуновитим растињем, затим у шумама, на ливадама ливаде, али и неуређена дворишта и парковске површине. Крпељи бораве на влатима траве, гранама и листовима зеленог растиња до висине 1 метра. Најактивнији су у периоду храњења, који на нашима просторима траје од почетка пролећа до касне јесени.
На месту убода крпеља јавља се макула (бубуљица) и црвенило које се шири у пречнику од 1 до 15 cm, од центра ка периферији, у виду концентричних кругова, а на додир је топло, безболно и у равни коже, што представља сигуран знак почетне фазе болести. Ако се бактерија рашири по организму, после 6 до 8 недеља и више, може напасти било који орган (зглобове, нервни систем, срце, мождане опне). Заражена особа не преноси инфекцију на здраву.